# Треццано-суль-Навильо
Треццано-суль-Навильо (итал. Trezzano sul Naviglio) — город в Италии, в провинции Милан области Ломбардия.
Население составляет 19 287 человек (на 2003 г.), плотность населения составляет 1929 чел./км². Занимает площадь 10 км². Почтовый индекс — 20090. Телефонный код — 02.
Покровителем населённого пункта считается святой Амвросий Медиоланский. Праздник ежегодно празднуется 7 декабря.

## Города-побратимы
- Буе, Хорватия
- Эхинг, Германия